# Биттейкер, Лоуренс
Ло́уренс Зи́гмунд Би́ттейкер (англ. Lawrence Sigmund Bittaker; 27 сентября 1940, Питтсбург, штат Пенсильвания — 13 декабря 2019, тюрьма Сан-Квентин) — американский серийный убийца и насильник. Биттейкер совместно с сообщником Роем Норрисом в течение 5 месяцев 1979 года совершил на территории города Лос-Анджелеса серию из 5 убийств молодых девушек, сопряжённых с изнасилованиями. 24 марта 1981 года Биттейкер был признан виновным и приговорён к смертной казни, его сообщник был приговорён к пожизненному лишению свободы.
Специальный агент ФБР, один из ведущих криминальных профилировщиков Джон Дуглас, описал Биттейкера как преступника, обладавшего наиболее тяжёлой совокупностью социально-психологических свойств и качеств среди тех, с которыми ему приходилось иметь дело в своей карьере, Биттейкер и Норрис хранили предметы, используемые для пыток и убийств своих жертв, в неприметном ящике, предназначенном для хранения слесарных и столярных инструментов, благодаря чему получили прозвище «Убийцы с ящиком для инструментов» (англ. Tool Box Killers).

## Ранние годы
Лоуренс Зигмунд Биттейкер родился 27 сентября 1940 года в городе Питтсбург, штат Пенсильвания. Биттейкер был нежеланным ребёнком и, вскоре после рождения оказался в приюте. Через несколько лет он был усыновлён Джорджем Биттейкером и его женой Памелой. Приёмный отец Лоуренса работал в авиационной промышленности, что требовало от семьи частого перемещения по территории США и смен мест жительства. Несмотря на отсутствие социально-негативных явлений на благосостояние семьи, приёмные родители придерживались индиферрентного стиля воспитания Лоуренса, что негативно отразилось на развитии его личности, вследствие чего он рано начал демонстрировать признаки антисоциальности.

## Ранняя криминальная деятельность
Впервые Лоуренс был арестован в 1952 году за совершение кражи из магазина. В период с 1952 по 1956 год он ещё несколько раз подвергался аресту за мелкие правонарушения, но никогда не привлекался к уголовной ответственности. В школьные годы на основании тестов у Биттейкера был выявлен порог коэффициента интеллекта в 138 баллов, что превышало порог гениальности. Несмотря на это, будучи старшеклассником, Биттейкер потерял интерес к учёбе и из-за хронических прогулов и неуспеваемости в 1957 году бросил школу, вступил в социальный конфликт с приёмными родителями и начал криминальную карьеру. В том же году Биттейкер был арестован за угон автомобиля, нападение и сопротивление при аресте в городе Лонг-Бич. Он был осуждён и следующие два года провёл в учреждении для несовершеннолетних преступников.
После освобождения в 1959 году Биттейкер начал вести бродяжнический образ жизни. Летом того же года он появился на территории штата Оклахома, где в августе снова совершил угон автомобиля, за что был впоследствии осуждён и получил в качестве наказания 18 месяцев лишения свободы. В середине 1960 года Лоуренс был условно-досрочно освобождён и вернулся в Лос-Анджелес. Биттейкер продолжил демонстрировать деструктивное поведение и уже в декабре того же года был арестован по обвинению в совершении ограбления. В мае 1961 года Лоуренс был признан виновным и приговорён к 15 годам лишения свободы.
Во время отбывания заключения у Биттейкера было выявлено пограничное расстройство личности и паранойя, на основании чего в 1963 году он снова получил условно-досрочное освобождение и вышел на свободу. Однако из-за проблем с повышенной импульсивностью за несколько месяцев после освобождения Биттейкер совершил несколько мелких правонарушений, вследствие чего нарушил условия досрочного освобождения и был возвращён в тюрьму, где находился до 1966 года. Выйдя в очередной раз на свободу, Биттейкер продолжил криминальную карьеру и в течение 1967 года совершил ещё несколько преступлений, за что был снова арестован, в очередной раз осуждён и приговорен к 5 годам лишения свободы. На свободе он оказался лишь в апреле 1970 года, снова получив условно-досрочное освобождение. После освобождения он большую часть свободного времени проводил на улице, занимался мелкими кражами, периодически подрабатывал подёнщиком. В марте 1971 года он был пойман во время попытки совершения очередной кражи. В октябре 1971 года Биттейкер получил в качестве наказания 3 года лишения свободы.
Выйдя на свободу в 1974 году, Биттейкер спустя всего лишь несколько недель снова совершил преступление. Он совершил кражу из супермаркета и нанёс ножевое ранение одному из работников магазина во время попытки его задержания. Во время судебного разбирательства была проведена судебно-медицинская экспертиза, которая на этот раз выявила у него диссоциальное расстройство личности, но признала полностью вменяемым и отдающим себе отчёт в своих действиях. В том же году Биттейкер был признан виновным и получил в качестве наказания 5 лет лишения свободы, которые он отбывал в тюрьме California Men’s Colony в городе Сан-Луис-Обиспо. Во время заключения, в 1978 году Биттейкер познакомился со своим будущим сообщником, 30-летним Роем Норрисом, отбывавшим наказание за изнасилование. Биттейкер и Норрис демонстрировали идентичную страсть к патологическим удовольствиям и эфебофилии, а также анализировали методы похищения и изнасилования женщин, не будучи арестованными, вследствие чего вскоре стали близкими друзьями.
Освободившись из тюрьмы в ноябре 1978 года, Биттейкер вернулся в Лос-Анджелес и нашёл высокооплачиваемую работу машиниста в городе Бербанк (Калифорния). При финансовой поддержке Норриса, который вышел на свободу в январе 1979 года, Лоуренс приобрёл фургон. Испытывая болезненное влечение к несовершеннолетним девушкам, Биттейкер в начале 1979 года предложил Норрису план по совершению серии похищений и изнасилований, после чего в Лос-Анджелесе произошла серия убийств.

## Серия убийств

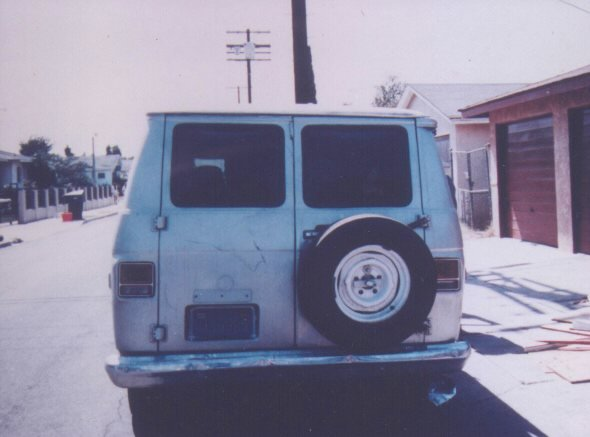
Фургон Лоуренса Биттейкера и Роя Норриса

24 июня 1979 года Биттейкер и Норрис в городе Редондо-Бич (Калифорния) познакомились с 16-летней Люсиндой Шефер. Девушка отказалась от предложения совместного времяпровождения, после чего Норрис, симулируя поломку фургона, остановил его и затащил девушку внутрь. Преступники отвезли жертву в отдалённую местность хребта Сан-Габриэль, где подвергли её многократному изнасилованию. Опасаясь последствий содеянного, после долгих споров, Биттейкер убедил сообщника убить Шефер. Во время удушения жертвы Биттейкер вынужден был воспользоваться стальной проволокой и плоскогубцами, так как Люсинда оказала ожесточенное сопротивление. Тело жертвы убийцы сбросили в одном из каньонов хребта Сан-Габриэль.

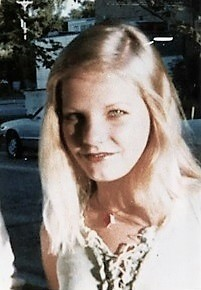
Люсинда Шефер

4 июля 1979 года Биттейкер и Норрис совершили очередное убийство. Во время поездки в Редондо-Бич они увидели 18-летнюю Андреа Холл, которая путешествовала автостопом. Биттейкер предложил девушке помощь и после того, как та забралась в салон фургона, на неё напал Рой Норрис, избив и связав её. Жертву отвезли в район хребта Сан-Габриэль, где, как и Люсинду Шефер, неоднократно подвергли изнасилованию и сексуальным истязаниям. Получив патологическое удовольствие от сексуального насилия, Биттейкер нанёс в каждое ухо жертве ранение ножом для колки льда. Несмотря на тяжёлые физические увечья, Андреа Холл осталась в сознании, вследствие чего Биттейкер задушил жертву и сбросил её тело в каньон недалеко от места, где преступники сбросили тело первой жертвы.
3 сентября Биттейкер и Норрис увидели двух девушек по имени Джеки Дорис Гиллиам и Жаклин Лия Лэмп, сидящих на автобусной остановке в городе Эрмоза-Бич. Ламп и Гиллиам путешествовали автостопом по шоссе Тихоокеанского побережья. Девушки приняли предложение преступников прокатиться и добровольно забрались в фургон. Внутри фургона Норрис предложили обеим девушкам марихуану, от употребления которой они не отказались. После этого Биттейкер свернул с шоссе и продолжил движение в сторону хребта Сан-Габриэль. После протеста девушек и попытки покинуть фургон, Норрис и Биттейкер избили и связали их. Жертв отвезли в один из районов хребта Сан-Габриэль, где в течение последующих двух дней подвергали сексуальному и физическому насилию с применением плоскогубцев и ножа для колки льда. При этом преступники продемонстрировали склонность к половому извращению, Биттейкер заставил Джеки Гиллиам принимать непристойные позы и позировать для порнографических фотографий, испытывая при этом удовольствие от страха жертвы. Кроме этого, он продемонстрировал склонность к одному из видов сексуального фетишизма, создав аудиозаписи пыток жертв с целью получения патологического удовольствия в будущем при прослушивании этих записей. В конечном счете Лоуренс Биттейкер нанёс Джеки Гиллиам два удара ножом для колки льда в оба уха, от которых она скончалась. Второй заложнице Жаклин Лэмп Рой Норрис нанёс несколько ударов кувалдой по голове, но обнаружив, что жертва ещё подаёт признаки жизни, Биттейкер задушил девушку, после чего удостоверившись в их смерти, преступники сбросили тела в близлежащий каньон. 13-летняя Лэмп стала самой молодой жертвой серийных убийц.
Поздно вечером 31 октября Биттейкер в районе Санленд-Тахунга посадил в фургон 18-летнюю Ширли Ледфорд, которая пыталась доехать до дома автостопом. Преступники предложили девушке марихуану, от употребления которой она отказалась. Девушку отвезли на уединённую улицу, где под угрозой оружия Рой Норрис связал её, после чего в течение двух часов преступники бесцельно курсировали по улицам Лос-Анджелеса, во время которых Биттейкер подверг девушку сексуальному насилию, содомии и фистингу, вводя ей в половые органы плоскогубцы и другие различные слесарные инструменты, нанеся ей при этом травмы, после чего избил девушку кувалдой, в результате чего она получила несколько переломов. Все пытки и истязания жертвы Биттейкер записал на аудиоплёнку, после чего, насытившись страданиями жертвы, задушил её проволокой, которую затянул плоскогубцами. Тело Ширли Ледфорд было сброшено на одной из улиц города, где было обнаружено на следующее утро.

## Арест

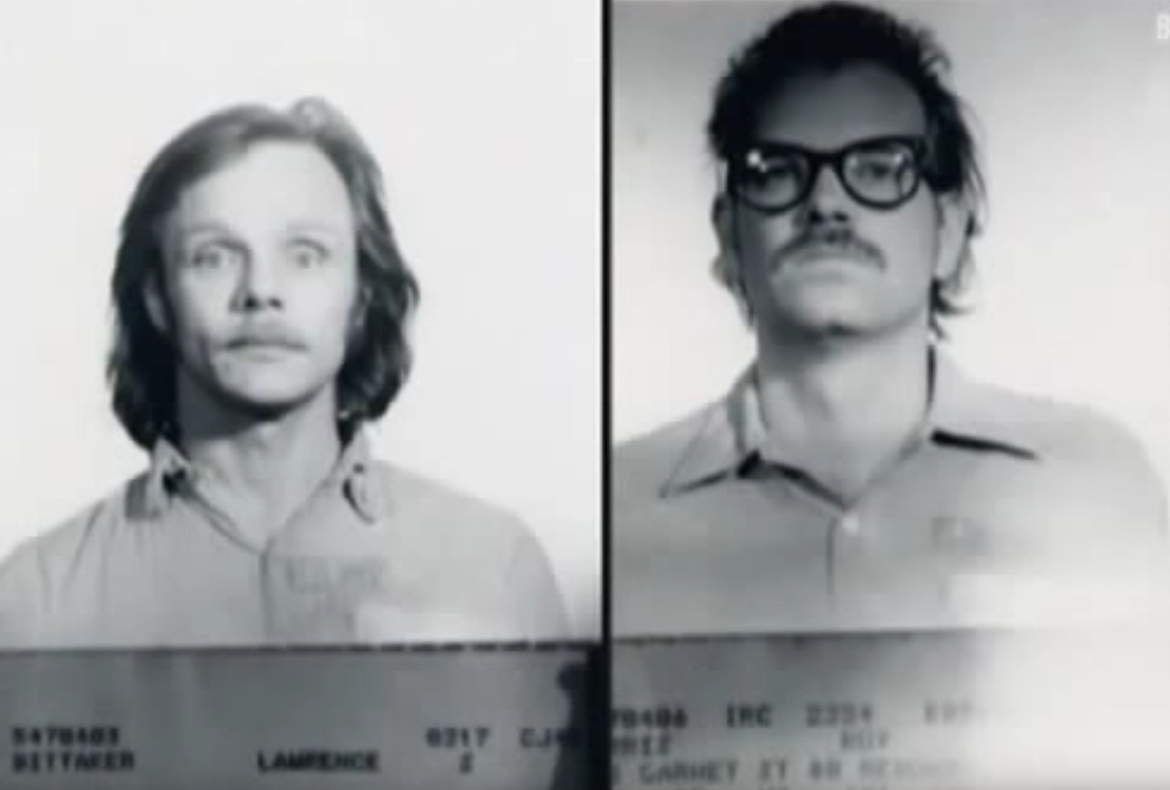
Биттейкер и Норрис во время ареста в 1979 году.

В ноябре 1979 года в полицию обратился некий Джимми Далтон, знакомый Роя Норриса, который отбывал вместе с ним уголовное наказание в тюрьме в середине 1970-х. В изложении Далтона, Норрис с неизвестной целью поведал ему о совершённых им совместно с Биттейкером серии убийств и похищений, детально их описав. Помимо серии убийств, Норрис описал ряд инцидентов, в которых жертвам похищения удалось спастись. Одной из жертв нападения стала девушка по имени Робин Робек, которая заявила в полицию о том, что 30 сентября 1979 года подверглась нападению двух мужчин, которые затащили её в фургон и изнасиловали. После показаний Далтона следователь Пол Бинум встретился с Робин Робек и предоставил ей ряд фотографий потенциальных подозреваемых, среди которых были фотографии Лоуренса Биттейкера и Норриса. Робек идентифицировала обоих в качестве своих похитителей, на основании чего был выписан ордер на их арест.

## Расследование
Связав Биттейкера и Норриса с изнасилованием Робин Робек, полиция установила слежку за Норрисом. 20 ноября 1979 года ему было инкриминировано обвинение в нарушении условно-досрочного освобождения, после того как он был арестован полицией Эрмоза-Бич за хранение и сбыт марихуаны. В тот же день в одном из мотелей города Бербанк был арестован Лоуренс Биттейкер по обвинению в изнасиловании Робин Робек. Несмотря на то, что девушка идентифицировала обоих преступников на предъявленных ей фотографиях, в полицейском участке, куда она была доставлена для визуальной идентификации, Робек не смогла их опознать. Тем не менее за хранение наркотических веществ, найденных во время ареста в автомобиле и апартаментах обвиняемых, им были предъявлены обвинения в нарушении условно-досрочного освобождения и они остались под стражей. В результате дальнейшего обыска в номере мотеля, где проживал Биттейкер, были обнаружены свидетельства причастности его и Норриса к совершению убийств. Полицией были найдены несколько фотографий девушек, которые были впоследствии идентифицированы как пропавшие без вести Андреа Джой Холл и Джеки Гиллиам.
Внутри фургона Биттейкера следователи обнаружили кувалду, окровавленные слесарные инструменты, женские ювелирные украшения и магнитофонную аудиозапись, содержащую крики девушки, находившейся под пытками. Впоследствии мать Ширли Линетт Ледфорд, последней жертвы убийц, опознала на плёнке голос своей дочери. Судебно-фоноскопическая экспертиза подтвердила, что голоса двух мужчин, насмехающихся и угрожающих Ширли Ледфорд в процессе пыток и издевательств, принадлежали Норрису и Биттейкеру, на основании чего преступникам предъявили обвинение в убийствах. Рой Норрис, узнав о результатах обыска, впал в состояние тяжелого внутриличностного конфликта из-за возможного наказания за совершение убийств в виде смертной казни. Посоветовавшись с адвокатом, он пошёл на сделку с правосудием. В начале 1980 года Норрис чистосердечно признался в соучастии в убийствах девушек и дал показания против Биттейкера. В феврале 1980 года Норрис указал места сброса тел жертв, где впоследствии были найдены скелетированные останки двух жертв и орудия убийства. Останки тел Андреи Холл и Люсинды Шефер так никогда и не были найдены. На основании улик и показаний Роя Норриса в феврале 1980 года Лоуренсу Биттейкеру были предъявлены обвинения в совершении 5 убийств.

## Суд
Судебные процессы над Биттейкером и Норрисом проходили раздельно. Согласно условиям соглашения о признании вины, Рой Норрис в обмен за отмену смертного приговора в отношении самого себя и дачу показаний против Биттейкера 18 марта 1980 года признал себя виновным по четырём пунктам обвинения в убийстве первой степени, одному пункту обвинения в убийстве второй степени (в отношении Андреа Джой Холл), двум пунктам обвинения в изнасиловании и одному пункту грабежа. На основании чего, 7 мая 1980 года он был признан виновным и получил наказание в виде пожизненного лишения свободы с правом подачи ходатайства на условно-досрочное освобождение по отбытии 45 лет заключения.
Лоуренсу Биттейкеру в апреле 1980 года было окончательно предъявлено обвинение по 29 пунктам, включающих в себя обвинения в похищении человека, изнасиловании, содомии, убийстве, преступном сговоре с целью убийства, хранении наркотических веществ, незаконном владении огнестрельным оружием и в других менее тяжких преступлениях. Обвинения в изнасиловании Робин Робек были сняты из-за отсутствия вещественных доказательств, а также из-за того обстоятельства, что девушка не смогла визуально идентифицировать их в качестве своих похитителей, тем не менее Биттейкеру были предъявлены обвинения в попытке посягательства на ее жизнь. Следствие установило, что в декабре 1979 года, уже после ареста, Лоуренс с помощью серии телефонных разговоров договорился с двумя другими арестантами об убийстве Робин Робек с целью помешать ей дать показания против него на предстоящем судебном процессе, но заговор был раскрыт. Сам Биттейкер на досудебных слушаниях не признал себя виновным ни по одному пункту обвинения.
Судебный процесс над Лоуренсом Биттейкером открылся 19 января 1981 года. Обвинение поддерживал прокурор округа Лос-Анджелес Стивен Кей. Ключевым свидетелем обвинения стал Рой Норрис, который был этапирован из тюрьмы для дачи показаний в суд 22 января. Норрис подробно рассказал присяжным заседателям историю знакомства и взаимоотношений с Лоуренсом Биттейкером, а также поведал обстоятельства, которые послужили причинной связью к созданию плана по похищению и убийстве девушек и последующего его осуществления. После Рой Норрис в хронологическом порядке рассказал суду подробности каждого из пяти убийств, которые он и Биттейкер совершили, а также поведал об изнасиловании Робин Робек и двух попытках похищения девушек, совершенных 27 и 30 сентября 1979 года соответственно.
В качестве свидетелей обвинения выступили несколько знакомых Биттейкера и его соседи, которые заявили, что в период с июня по ноябрь 1979 года Лоуренс показывал им фотографии девушек, которые впоследствии были идентифицированы как его жертвы. Другой свидетель обвинения, Ллойд Дуглас, бывший сокамерником Лоуренса после его ареста в ноябре 1979 года, заявил суду, что обвиняемый неоднократно описывал подробности пыток Джеки Гиллиам и Ширли Ледфорд, совершённых при помощи плоскогубцев, и нанесённые при этом жертвам телесные повреждения. Самой серьёзной уликой, изобличающей Биттейкера в совершении убийств, послужила плёнка, содержащая аудиозапись пыток и истязаний Ширли Ледфорд длительностью 17 минут. Аудиозапись была заслушана в суде 29 января 1981 года. Во время прослушивания плёнки в зале суда присутствовало более 100 человек, большая часть из которых, включая Стивена Кея, зрителей и членов жюри присяжных заседателей впали в состояние эмоционального шока. В ходе прослушивания несколько десятков человек расплакались и покинули зал суда во избежание эмоциональной и психической травм, не выдержав психического переживания.
Сам Биттейкер во время прослушивания находился в особом психическом состоянии, никак не реагировал на происходящее и выглядел погружённым в себя.
6 февраля Биттейкер начал давать абсурдные показания в свою защиту. Он отверг все обвинения в убийствах и изнасилованиях и пытался дискредитировать показания Норриса. Под давлением вещественных доказательств Биттейкер вынужденно признал факт знакомства со всеми жертвами, но заявил, что половые акты с жертвами были осуществлены на добровольной основе и за определённое денежное вознаграждение. Всю ответственность за совершение убийств он переложил на Норриса и заявил, что вплоть до своего ареста пребывал в неосведомлённости того факта, что они были убиты. Адвокат Лоуренса Альберт Гэрбер также настаивал на невиновности своего подзащитного, ссылаясь на то, что вся доказательная база обвинения держится только на показаниях Роя Норриса и других весьма косвенных улик. Также адвокат заявил, что в отношении Биттейкера была нарушена презумпция невиновности, когда прокуратура и впоследствии СМИ распространяли подробности убийств, интенсивная огласка, по мнению Альберта Гэрбера, не позволила получить Биттейкеру справедливое судебное разбирательство, а сама огласка по уголовному делу Биттейкера и Норриса, как и сам эффект гласности, способствовал социальным предрассудкам в деле его осуждения.
17 февраля 1981 года вердиктом жюри присяжных Лоуренс Биттейкер был признан виновным в совершении 5 убийств и по всем остальным пунктам обвинения. Обсуждение уголовного наказания, которое должно быть назначено Биттейкеру, началось 19 февраля. Обсуждение длилось 90 минут, по истечении которых председатель жюри рекомендовал суду приговорить обвиняемого к смертной казни. На основании вердикта присяжных заседателей 24 марта 1981 года Лоуренс Биттейкер был приговорён к смертной казни. Судебный процесс над Лоуренсом Биттейкером привлёк широчайшее внимание прессы и стал первым процессом в истории штата Калифорния, заседания которого были записаны телекамерами и куда были допущены фотокорреспонденты.

## В заключении
Все последующие годы жизни Лоуренс Биттейкер провел в камере смертников тюрьмы Сан-Квентин. Будучи в заключении, он начал получать много писем и женился на одной из поклонниц (которая являлась транссексуалкой)  в начале февраля 1982 года, но брак продержался недолго. В конце 1980-х его адвокаты составили апелляционный документ с целью отмены смертного приговора и назначения нового судебного разбирательства и подали апелляцию. Верховный суд нашёл в деле уголовно-процессуальные ошибки, но признал их незначительными и никак не повлиявшими на вынесение окончательного вердикта о виновности осуждённого. Апелляция была отклонена в 1989 году, после чего дата казни Биттейкера была назначена на 29 декабря 1989 года. Биттейкер обжаловал это решение, но Верховный Суд оставил в силе решение о его исполнении и перенёс дату исполнения на 23 июля 1991 года. После ряда апелляций Биттейкеру в конечном итоге удалось добиться приостановления исполнения смертного приговора за 14 дней до назначенной даты.
Находясь в заключении, Биттейкер увлёкся игрой в бридж. В течение ряда лет его постоянными партнерами по бриджу были трое известных серийных убийц, такие как Рэнди Крафт, Даглас Кларк и Уильям Бонин, с последним из которых у Лоуренса установились хорошие отношения, они оставались близкими друзьями вплоть до казни Бонина в 1996 году.
За годы заключения в тюрьме «Сан-Квентин» Биттейкер подал около 40 абсурдных судебных исков против администрации тюремного учреждения по нелепым и надуманным поводам, вследствие чего с 1993 года ему было запрещено подавать иски без соответствующего юридического обоснования и разрешения его адвокатов. В начале 2000-х годов у Биттейкера начались проблемы со здоровьем. 1 августа 2004 года он перенёс сердечный приступ, после чего у него была диагностирована группа сердечно-сосудистых заболеваний. Начиная с этого времени Биттейкер более не отрицал свою вину в убийствах. В 2005 году он дал интервью журналисту, посетившему его в тюрьме, в котором поведал детали своей биографии, обстоятельства жизни в камере смертников, а также изложил истинные причины и условия формирования мотивов убийств.
В 2016 году Лоуренс Биттейкер в очередной раз пообщался с репортёрами в ходе их визита в тюрьму «Сан-Квентин». В интервью Лоуренс выразил раскаяние в содеянном и заявил о том, что испытывает чувство стыда перед обществом и родственниками своих жертв. Будучи на тот момент в заключении более 37 лет, Биттейкер поведал о том, что будучи в состоянии экзистенциального кризиса, связанного с переоценкой своего жизненного опыта, пытается найти смысл жизни. 
Его сообщник, Рой Льюис Норрис, находясь в заключении, неоднократно подвергался ответственности за нарушение правил и совершение противозаконных действий. Отбыв в заключении 30 лет, в 2009 году он получил право подать ходатайство на условно-досрочное освобождение, но ему было отказано и запрещено подавать подобные ходатайства до 2019 года. Сам Норрис во время слушаний заявил, что из-за изменения своей социальной роли в обществе за годы заключения не приобрёл знаний и навыков для ресоциализации. В марте 2019 года Рой Льюис второй раз подал ходатайство на условно-досрочное освобождение, но ему снова было отказано и запрещено подавать апелляции в течение ближайших 10 лет. Таким образом в очередной раз он мог подать запрос на условно-досрочное освобождение в 2029 году, когда ему бы исполнилось 81 год.

## Смерть
13 декабря 2019 года, проведя в тюрьме «Сан-Квентин» более 38 лет, Лоуренс Биттейкер умер в возрасте 79 лет, так и не дождавшись приведения в исполнение смертного приговора.
Рой Норрис, приговоренный к пожизненному лишению свободы, умер 24 февраля 2020 года в Калифорнийском медицинском центре в возрасте 72 лет, проведя 39 лет в заключении.

## В массовой культуре
Фрагменты видеозаписей судебного процесса над Биттейкером были использованы  в документальном фильме «Убивая Америку».